# Факторівілл (Пенсільванія)
Факторівілл (англ. Factoryville) — місто (англ. borough) в США, в окрузі Вайомінг штату Пенсільванія. Населення — 1165 осіб (2020).

## Географія
Факторівілл розташований за координатами 41°33′37″ пн. ш. 75°46′55″ зх. д. / 41.56028° пн. ш. 75.78194° зх. д. (41.560357, -75.781893).  За даними Бюро перепису населення США в 2010 році місто мало площу 1,85 км², уся площа — суходіл. В 2017 році площа становила 2,01 км², уся площа — суходіл.

## Демографія
Згідно з переписом 2010 року, у селищі мешкало 1158 осіб у 341 домогосподарстві у складі 211 родини. Густота населення становила 626 осіб/км².  Було 365 помешкань (197/км²).
Расовий склад населення:
| - 92,5 % — білих - 4,6 % — чорних або афроамериканців - 0,7 % — азіатів - 0,1 % — корінних американців |

До двох чи більше рас належало 1,5 %. Частка іспаномовних становила 4,0 % від усіх жителів.
За віковим діапазоном населення розподілялося таким чином: 15,6 % — особи молодші 18 років, 75,2 % — особи у віці 18—64 років, 9,2 % — особи у віці 65 років та старші. Медіана віку мешканця становила 23,6 року. На 100 осіб жіночої статі у селищі припадало 99,0 чоловіків;  на 100 жінок у віці від 18 років та старших — 94,2 чоловіків також старших 18 років.
Середній дохід на одне домашнє господарство  становив 59 151 долар США (медіана — 55 078), а середній дохід на одну сім'ю — 70 126 доларів (медіана — 59 514). За межею бідності перебувало 5,1 % осіб, у тому числі 3,7 % дітей у віці до 18 років та 9,8 % осіб у віці 65 років та старших.
Цивільне працевлаштоване населення становило 538 осіб. Основні галузі зайнятості: освіта, охорона здоров'я та соціальна допомога — 29,4 %, роздрібна торгівля — 19,9 %, мистецтво, розваги та відпочинок — 8,4 %, науковці, спеціалісти, менеджери — 8,2 %.